# Jiří Pavlenka
Jiří Pavlenka (Hlučín, 14 april 1992) is een Tsjechisch voetballer die speelt als doelman. In september 2024 verruilde hij Werder Bremen voor PAOK Saloniki. Pavlenka debuteerde in 2016 in het Tsjechisch voetbalelftal.

## Clubcarrière
Pavlenka speelde in de jeugd van Sokol Hať en FC Hlučín, waarna hij terechtkwam bij Baník Ostrava. Bij die club maakte hij zijn debuut op 1 juni 2013, toen met 0–1 verloren werd van Jablonec. Pavlenka begon in de basis en speelde het gehele duel mee. De doelman maakte in januari 2016 de overstap naar Slavia Praag. Pavlenka kroonde zich met Slavia landskampioen in zijn tweede seizoen daar.
Na afloop van het kampioensjaar verkaste de Tsjech naar Werder Bremen voor circa drie miljoen euro. In Noord-Duitsland zette hij zijn handtekening onder een verbintenis voor de duur van drie seizoenen, met een optie op een jaar extra. Deze optie werd na één seizoen gelicht, waardoor hij tot medio 2021 vast zou liggen. Aan het einde van het seizoen 2020/21 degradeerde Pavlenka met Werder naar de 2. Bundesliga. Na een jaar promoveerde de club weer.
Tijdens het seizoen 2023/24 verloor Pavlenka zijn plek onder de lat aan Michael Zetterer, waarna hij in de zomer van 2024 transfervrij vertrok bij Werder. Hierop tekende de doelman in september voor een jaar bij PAOK Saloniki, met een optie op een seizoen extra. Hier zat hij grotendeels op de bank achter eerste keuze Dominik Kotarski. In juni 2025 werd zij n contract opengebroken en met twee seizoenen verlengd, met opnieuw een optie op een jaar extra.

## Clubstatistieken
| Seizoen | Club          | Competitie    | Competitie | Competitie | Beker | Beker | Internationaal | Internationaal | Totaal | Totaal |
| Seizoen | Club          | Competitie    | Wed.       | Dlp.       | Wed.  | Dlp.  | Wed.           | Dlp.           | Wed.   | Dlp.   |
| ------- | ------------- | ------------- | ---------- | ---------- | ----- | ----- | -------------- | -------------- | ------ | ------ |
| 2012/13 | Baník Ostrava | Česká liga    | 1          | 0          | 1     | 0     | —              | —              | 2      | 0      |
| 2013/14 | Baník Ostrava | Česká liga    | 20         | 0          | 0     | 0     | —              | —              | 20     | 0      |
| 2014/15 | Baník Ostrava | Česká liga    | 30         | 0          | 0     | 0     | —              | —              | 30     | 0      |
| 2015/16 | Baník Ostrava | Česká liga    | 16         | 0          | 0     | 0     | —              | —              | 16     | 0      |
| 2015/16 | Slavia Praag  | Česká liga    | 8          | 0          | 1     | 0     | —              | —              | 9      | 0      |
| 2016/17 | Slavia Praag  | Česká liga    | 28         | 0          | 1     | 0     | 4              | 0              | 33     | 0      |
| 2017/18 | Werder Bremen | Bundesliga    | 34         | 0          | 4     | 0     | —              | —              | 38     | 0      |
| 2018/19 | Werder Bremen | Bundesliga    | 34         | 0          | 5     | 0     | —              | —              | 39     | 0      |
| 2019/20 | Werder Bremen | Bundesliga    | 33         | 0          | 6     | 0     | —              | —              | 39     | 0      |
| 2020/21 | Werder Bremen | Bundesliga    | 34         | 0          | 5     | 0     | —              | —              | 39     | 0      |
| 2021/22 | Werder Bremen | 2. Bundesliga | 23         | 0          | 0     | 0     | —              | —              | 23     | 0      |
| 2022/23 | Werder Bremen | Bundesliga    | 33         | 0          | 2     | 0     | —              | —              | 35     | 0      |
| 2023/24 | Werder Bremen | Bundesliga    | 7          | 0          | 1     | 0     | —              | —              | 8      | 0      |
| 2024/25 | PAOK Saloniki | Super League  | 2          | 0          | 2     | 0     | 0              | 0              | 4      | 0      |
| Totaal  | Totaal        | Totaal        | 303        | 0          | 28    | 0     | 4              | 0              | 335    | 0      |

Bijgewerkt op 26 juni 2025.

## Interlandcarrière
Pavlenka maakte op 15 november 2016 zijn debuut in het Tsjechisch voetbalelftal, toen met 1–1 gelijkgespeeld werd in een oefeninterland tegen Denemarken. Antonín Barák opende de score, waarna het gelijk werd via Nicolai Jørgensen. Pavlenka mocht van bondscoach Karel Jarolím in de rust invallen voor Tomáš Koubek. De beide doelpunten waren toen al gevallen. De andere debutanten dit duel waren Barák, Tomáš Souček (beiden eveneens Slavia Praag) en Petr Mareš (Mladá Boleslav). In mei 2021 werd Pavlenka door bondscoach Jaroslav Šilhavý opgenomen in de Tsjechische selectie voor het uitgestelde EK 2020. Nog voor de eerste wedstrijd moest de doelman geblesseerd afhaken en hij werd vervangen door Tomáš Koubek.
| Interlands van Jiří Pavlenka voor Tsjechië | Interlands van Jiří Pavlenka voor Tsjechië | Interlands van Jiří Pavlenka voor Tsjechië | Interlands van Jiří Pavlenka voor Tsjechië | Interlands van Jiří Pavlenka voor Tsjechië | Interlands van Jiří Pavlenka voor Tsjechië | Interlands van Jiří Pavlenka voor Tsjechië |
| №                                          | Datum                                      | Wedstrijd                                  | Uitslag                                    | Competitie                                 | Goals                                      |                                            |
| Als speler bij Slavia Praag                | Als speler bij Slavia Praag                | Als speler bij Slavia Praag                | Als speler bij Slavia Praag                | Als speler bij Slavia Praag                | Als speler bij Slavia Praag                | Als speler bij Slavia Praag                |
| ------------------------------------------ | ------------------------------------------ | ------------------------------------------ | ------------------------------------------ | ------------------------------------------ | ------------------------------------------ | ------------------------------------------ |
| 1                                          | 15 november 2016                           | Tsjechië – Denemarken                      | 1 – 1                                      | Vriendschappelijk                          |                                            |                                            |
| 2                                          | 5 juni 2017                                | België – Tsjechië                          | 2 – 1                                      | Vriendschappelijk                          |                                            |                                            |
| Als speler bij Werder Bremen               |                                            |                                            |                                            |                                            |                                            |                                            |
| 3                                          | 5 oktober 2017                             | Azerbeidzjan – Tsjechië                    | 1 – 2                                      | WK 2018 kwalificatie                       |                                            |                                            |
| 4                                          | 11 november 2017                           | Qatar – Tsjechië                           | 0 – 1                                      | Vriendschappelijk                          |                                            |                                            |
| 5                                          | 23 maart 2018                              | Uruguay – Tsjechië                         | 2 – 0                                      | Vriendschappelijk                          |                                            |                                            |
| 6                                          | 6 juni 2018                                | Nigeria – Tsjechië                         | 0 – 1                                      | Vriendschappelijk                          |                                            |                                            |
| 7                                          | 16 oktober 2018                            | Oekraïne – Tsjechië                        | 1 – 0                                      | Nations League 2018/19                     |                                            |                                            |
| 8                                          | 15 november 2018                           | Polen – Tsjechië                           | 0 – 1                                      | Vriendschappelijk                          |                                            |                                            |
| 9                                          | 22 maart 2019                              | Engeland – Tsjechië                        | 5 – 0                                      | EK 2020 kwalificatie                       |                                            |                                            |
| 10                                         | 26 maart 2019                              | Tsjechië – Brazilië                        | 1 – 3                                      | Vriendschappelijk                          |                                            |                                            |
| 11                                         | 14 oktober 2019                            | Tsjechië – Noord-Ierland                   | 2 – 3                                      | Vriendschappelijk                          |                                            |                                            |
| 12                                         | 11 november 2020                           | Duitsland – Tsjechië                       | 1 – 0                                      | Vriendschappelijk                          |                                            |                                            |
| 13                                         | 24 maart 2021                              | Estland – Tsjechië                         | 2 – 6                                      | WK 2022 kwalificatie                       |                                            |                                            |
| 14                                         | 4 juni 2021                                | Italië – Tsjechië                          | 4 – 0                                      | Vriendschappelijk                          |                                            |                                            |
| 15                                         | 16 november 2022                           | Tsjechië – Faeröer                         | 5 – 0                                      | Vriendschappelijk                          |                                            |                                            |
| 16                                         | 19 november 2022                           | Turkije – Tsjechië                         | 2 – 1                                      | Vriendschappelijk                          |                                            |                                            |
| 17                                         | 24 maart 2023                              | Tsjechië – Polen                           | 3 – 1                                      | EK 2024 kwalificatie                       |                                            |                                            |
| 18                                         | 27 maart 2023                              | Moldavië – Tsjechië                        | 0 – 0                                      | EK 2024 kwalificatie                       |                                            |                                            |
| 19                                         | 17 juni 2023                               | Faeröer – Tsjechië                         | 0 – 3                                      | EK 2024 kwalificatie                       |                                            |                                            |
| 20                                         | 7 september 2023                           | Tsjechië – Albanië                         | 1 – 1                                      | EK 2024 kwalificatie                       |                                            |                                            |
| 21                                         | 12 oktober 2023                            | Albanië – Tsjechië                         | 3 – 0                                      | EK 2024 kwalificatie                       |                                            |                                            |

Bijgewerkt op 26 juni 2025.

## Erelijst
| Česká liga | 1 | 2016/17 |